# Barbermester Jensen
|  | Denne artikel er oprettet af botten Steenthbot ud fra en ekstern database. Den kan derfor have sproglige fejl eller mangler. Denne skabelon kan fjernes efter kontrol af indholdet. |

Barbermester Jensen er en dansk dokumentarfilm fra 1976 instrueret af Katia Forbert Petersen.

## Handling
Barbermester Jensen fra Frederiksberg er 83 år og Danmarks ældste barber. Han har haft sin egen forretning siden 1918 og har arbejdet samme sted siden 1911, først som svend og sidenhen som mester. Salonen er fra 1911 og fuldstændig uforandret siden da. Den er fuld af gamle ting f.eks. 3 barberstole af træ og læder, gamle sæbeskåle, håndklippemaskiner, gamle blade og journaler og en stor samling af barberblade hvoraf det ældste er fra 1748.